# Parti social
Ne doit pas être confondu avec Parti social français.

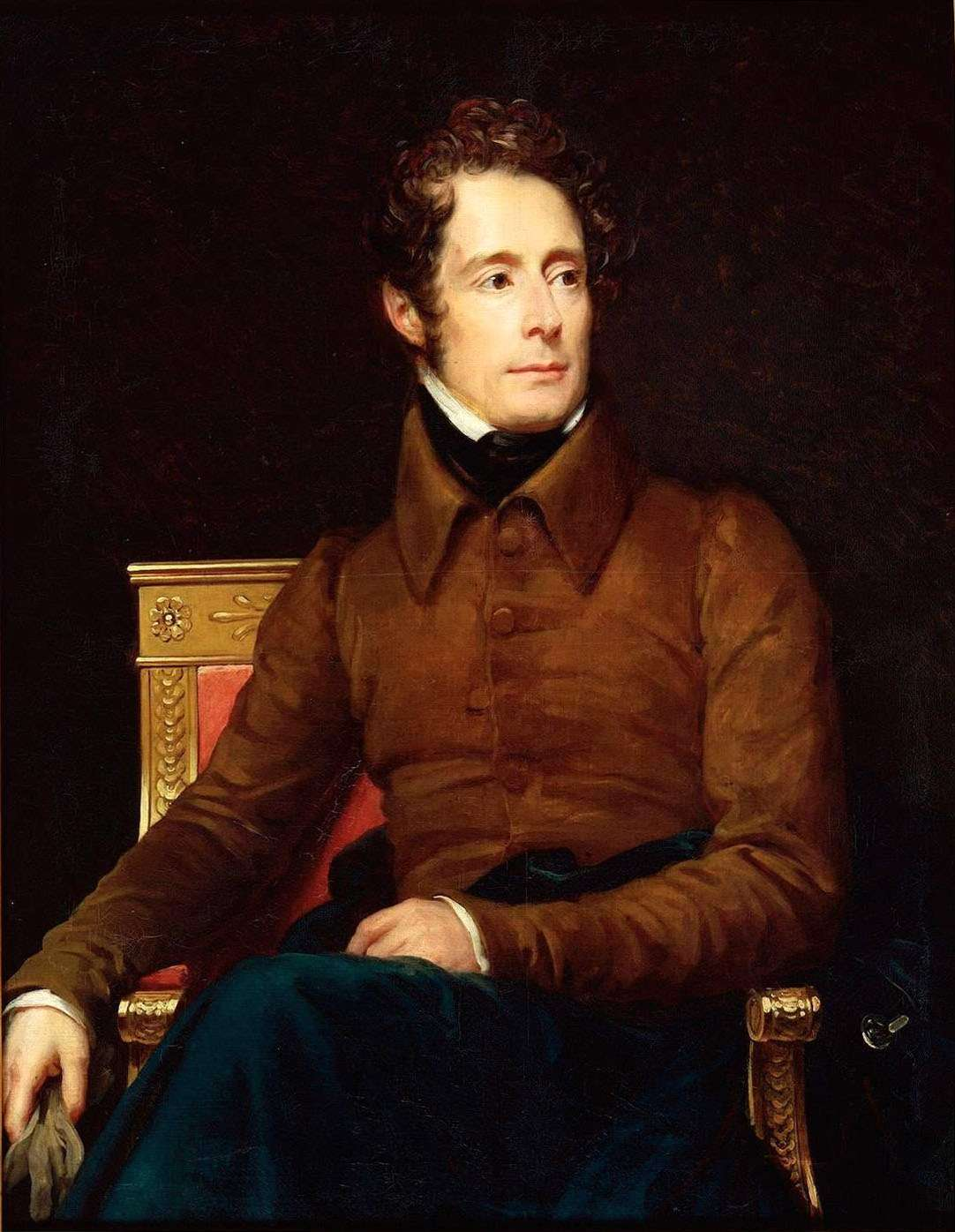
Portrait de Lamartine par François Gérard (1831).

Le Parti social est un groupement politique réformiste et libéral français que le poète et député Alphonse de Lamartine a tenté d'organiser à partir de 1834.

## Histoire

### Principes et présentation
Royaliste de sensibilité légitimiste au début de la monarchie de Juillet, Lamartine est élu député de Bergues à la Chambre en 1833. Siégeant tout d'abord à droite, parmi les conservateurs, tout en étant animé d'idées libérales assez avancées, il se démarque de la plupart de ses collègues légitimistes et refuse de prendre nettement parti entre les courants antagonistes de la « résistance » et du « mouvement ». Il restera même indépendant du Tiers parti de Dupin, dont le positionnement centriste lui paraît davantage lié aux « manœuvres parlementaires » qu'à l'application d'idéaux ou de principes supérieurs.
Opposé à la violence des passions révolutionnaires mais influencé par le christianisme progressiste de Lamennais, il accorde un intérêt pionnier à la question sociale et enjoint à ses collègues conservateurs de prendre en compte ce problème avec pragmatisme afin de préserver l'ordre.
Le 13 mars 1834, Lamartine évoque à la tribune de la Chambre l'apparition d'un « parti social » qui, faisant fi des clivages entre les différents partis constitutionnels, en réunirait progressivement tous les « esprits éclairés » afin de ne s'occuper que « des idées » et « de ce qui peut être utile ou nuisible à la société », en rejetant toute « opposition systématique ».

### Membres
Inspirée par des idées « rationnelles », la volonté de conciliation affichée par Lamartine se heurte à la réalité politique et notamment aux divisions du Parlement. Le « groupe social » ne comprendra ainsi jamais plus d'une demi-douzaine de membres par législature.
Ce « groupe éclectique de députés indépendants » est à l'origine un quatuor, dont font partie le baron Valette des Hermaux, avocat légitimiste, Eugène Janvier, également avocat, issu de l'entourage de Berryer, et le marquis Édouard de La Grange. Aux côtés de Lamartine, on trouve aussi Pagès de l'Ariège, Xavier de Sade, Jean-Pierre Sauzet ou encore Alfred Jacquier de Terrebasse. Parmi les proches du député de Bergues, on compte également Claude Tircuy de Corcelles, mais celui-ci n'a pas été réélu en 1834.
Pour la législature suivante, un article de la Revue des deux Mondes ne recense que quatre députés du Parti social, en comptant Lamartine, Valette des Hermaux, Joseph Cuny et Jean Théodore Durosier. D'autres jeunes penseurs politiques susceptibles de partager les vues de Lamartine, tels que Louis de Carné, Gustave de Beaumont et Alexis de Tocqueville, ne seront quant à eux élus députés qu'en 1839.
Le chef du Parti social paraît donc relativement isolé à la Chambre dans la seconde moitié des années 1830. Un jour, après avoir vu le poète s'avancer vers les gradins de la droite, Thiers s'est exclamé à mi-voix : « Ah ! Voilà le parti social qui entre ! »

### Postérité
Le caractère inclassable et le programme assez vague du Parti social ont été sévèrement jugés voire raillés par ses contemporains, et surtout par ceux de gauche. Dans un article paru dans La Nouvelle Minerve en 1834, Timon (Cormenin) écrit : « Le parti social est un mélange de saint-simonisme, de romantisme et d'un libéralisme bâtard, étourdissant de mots et vide d'idées ». Dans son édition du 31 décembre, Le National estime que le Parti social « cherche une route, tout en prétendant avoir trouvé un but ». Même Lamennais se montre sceptique, qualifiant le parti lamartinien d'« arrière-bâtard du vieux parti doctrinaire » dans une lettre rédigée en janvier 1835. À cette époque, Lamennais s'éloigne en effet de la modération du député de Bergues et ses Paroles d'un croyant ont effrayé Lamartine, qui y a vu un « évangile de l'insurrection » qui lui ferait « grand tort, à [lui] et à [s]on parti futur ».
En janvier 1839, alors qu'il prend la défense du gouvernement Molé face à la coalition au cours des vifs débats relatifs à l'adresse, Lamartine est interrompu de manière moqueuse par Arago au sujet du Parti social. Il doit alors reconnaître que son projet n'a pas été réalisé : « On me demande ce que c'est que le parti social ? Messieurs, ce n'est pas encore un parti, c'est une idée ».
Réélu en novembre suivant, Lamartine constate avec regret que son isolement va s'accroître au sein de la nouvelle Chambre. Il écrit ainsi à Janvier : « Le parti social me semble réduit à moi et à vous. La Chambre selon moi va retomber dans les raquettes trouées de MM. Dupin, Thiers, Barrot et compagnie ».